# Kil Son-hui
Kil Son-hui (7 de março de 1986) é uma futebolista norte-coreana que atua como atacante.

## Carreira
Kil Son-hui integrou o elenco da Seleção Norte-Coreana de Futebol Feminino, nas Olimpíadas de 2008. 